# Brasema willei
Brasema willei is een vliesvleugelig insect uit de familie Eupelmidae. De wetenschappelijke naam is voor het eerst geldig gepubliceerd in 1927 door Brèthes.